# Saïd ibn Zayd
Saïd ibn Zayd (àrab: سعيد بن زيد, Saʿīd b. Zayd) fou un dels primers companys de Mahoma. Era fill de Zayd ibn Amr.
És anomenat també com Abu-l-Awar. Va néixer el 593/594 i fou un dels primers convertits quan encara no tenia els 20 anys abans del 613. La seva esposa Fàtima, filla d'al-Khattab i germana del futur califa Úmar ibn al-Khattab també va acceptar l'islam. Fou un dels 10 als que es va prometre el paradís.
Saïd va morir el 670/671 a Akik prop de Medina.